# Maison des combattants du ghetto

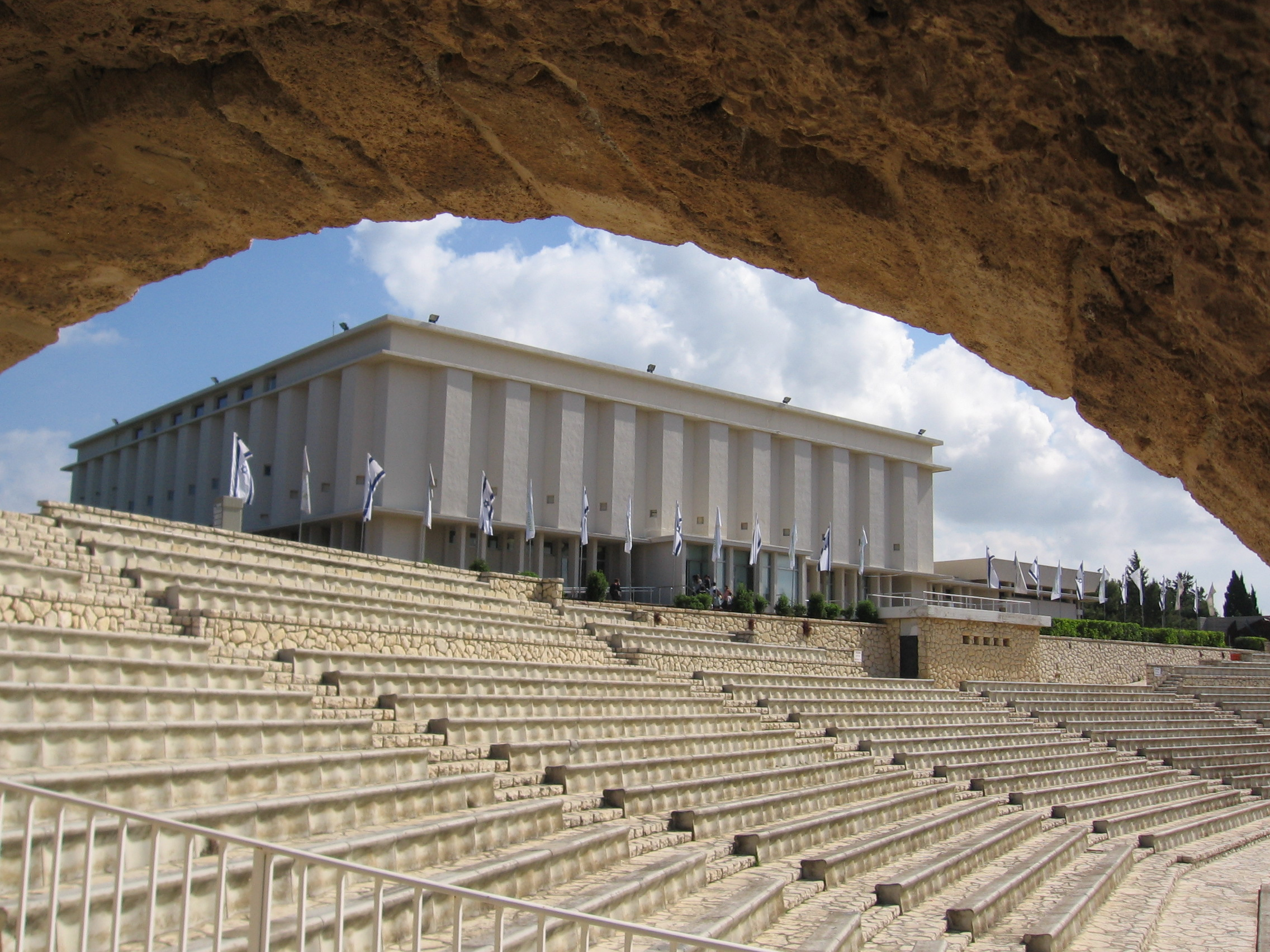
Maison des combattants du ghetto

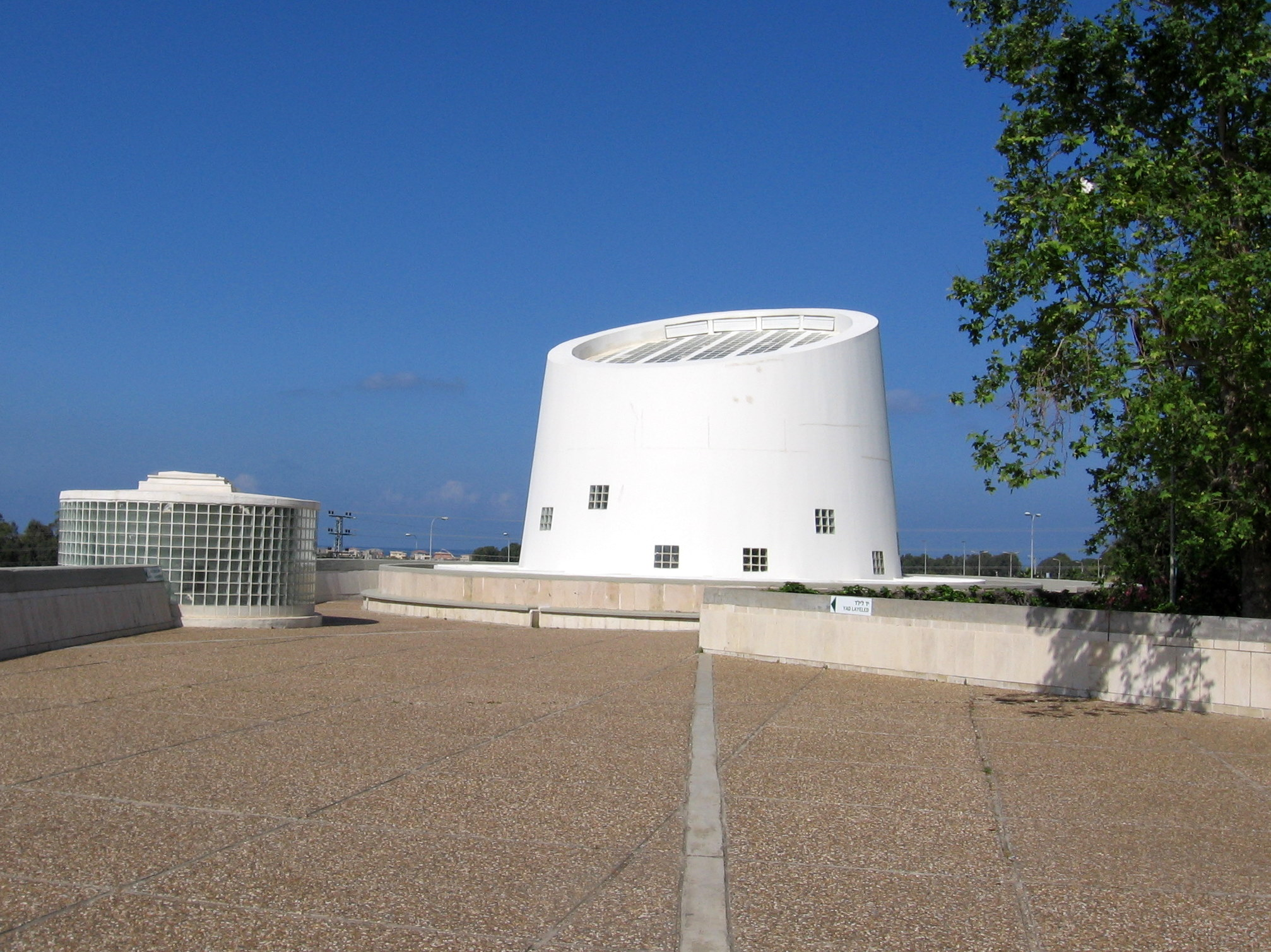
Le musée des enfants Yad LaYeled

La Maison des combattants du ghetto (ou Ghetto Fighters' House en anglais ; en hébreu : בית לוחמי הגטאות, Beit Lohamei Ha-Getaot, nom complet : Itzhak Katzenelson Holocaust and Jewish Resistance Heritage Museum, Documentation and Study Center) a été fondée en 1949 par des membres du kibboutz Lohamei HaGeta'ot, une communauté de survivants de la Shoah, parmi lesquels des combattants des ghettos clandestins et unités partisanes. Le musée porte le nom d'Ytshak Katzenelson, un poète juif mort à Auschwitz,.
Le musée est situé en Galilée occidentale, en Israël, sur la route côtière entre Acre et Nahariya.
La Maison des combattants du ghetto est le premier musée au monde commémorant la Shoah et l'héroïsme juif. Il représente la plus haute expression de l'engagement de ses fondateurs envers l'éducation à la Shoah en Israël et dans le monde. Le musée raconte l'histoire du peuple juif au XXe siècle et en particulier pendant la Seconde Guerre mondiale et la Shoah. Au centre du récit se trouve l'individu et les nombreuses expressions de la résistance juive dans les ghettos, les camps de concentration et les combats partisans.
Plusieurs associations « Friends of GFH » sont actives, en Israël, en France, en Autriche et aux États-Unis.

## Départements et activités
- Expositions du musée
- Visites guidées (pour les groupes en hébreu et autres langues)
- Le centre d'études Zivia et Yitzhak "Antek" Zuckerman (installation pour des séminaires d'un, deux et trois jours)
- Le musée et mémorial des enfants Yad LaYeled sur l'histoire des enfants pendant l'Holocauste aux enfants d'aujourd'hui
- Le projet international de partage de livres, utilisant des livres pour enfants sur l'Holocauste pour favoriser le dialogue et la compréhension
- Le Centre d'éducation humaniste
- Archives (documents, photographies, artefacts, collection d'art, enregistrements, etc.)
- Bibliothèque et salle de référence (ressources et assistance pour les chercheurs, les éducateurs et les étudiants)
- Département de recherche sur l'holocauste des Juifs soviétiques
- Service des publications

## Collections
- Après le gazage et Dans la salle des fours de David Olère.